# 뉴헤브리디스판

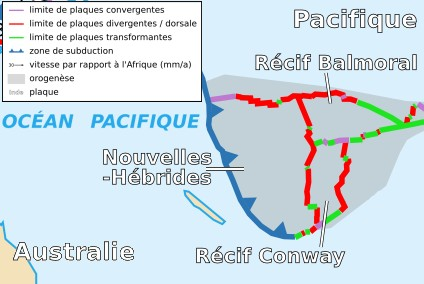
뉴헤브리디스판 ("Nouvelles-Hebrides",프랑스어)

뉴헤브리디스판은 태평양의 바누아투 일대가 속한 판이다. 남서쪽에서 인도-오스트레일리아 판이 섭입하는 뉴헤브리디스 섭입대에서는 지난 25년간 M 7 이상의 지진이 20회 이상 발생했다. 최근의 강진은 2008년 4월 9일 탄나섬 남서쪽 70km 깊이 35km 지점에서 발생한 M 7.3의 지진이었다.